# Schlumbergerinida
Schlumbergerinida es un orden de foraminíferos bentónicos, que agrupa taxones tradicionalmente incluidos en el suborden Textulariina del orden Textulariida. Su rango cronoestratigráfico abarca desde el Jurásico hasta la Actualidad.

## Discusión
Clasificaciones previas han incluido los géneros de Schlumbergerinida en el orden Rzehakinida, aunque posteriormente este orden fue considerado sinónimo posterior de Schlumbergerinida. Muchos de sus géneros (Pseudoflintina, Ammomassilina, Spiroloculina, Agglutinella, Dentostomina, Siphonaperta, Sigmoilopsis y Ammosigmoilinella) fueron incluidos previamente en el orden Miliolida.

## Clasificación
Schlumbergerinida incluye los siguientes suborden y superfamilia:
- Suborden Schlumbergerinina = Suborden Rzehakinina
  - Superfamilia Rzehakinoidea